# 住石ホールディングス
住石ホールディングス株式会社（すみせきホールディングス）は、東京都港区に本社を置く日本の企業（持株会社）で、住友グループの鉱業事業の会社を統括する。

## 概要
住友石炭鉱業（現・住石マテリアルズ）が持株会社制に移行する際、単独株式移転によって新たに設立された純粋持株会社であり、東京証券取引所第一部に新規上場している。傘下に鉱業に係る事業を行う会社として子会社5社と関連会社4社を擁し、これらの企業を統括する。統括事業として石炭、先端素材、採石、3事業を構成している。

## 沿革
- 2008年（平成20年）10月1日 - 住友石炭鉱業株式会社からの単独株式移転により新規設立。
- 2009年（平成21年）
  - 8月20日 - 住石貿易株式会社を設立[6]。
  - 10月1日 - 傘下の住石マテリアルズ株式会社が石炭仕入販売事業を住石貿易株式会社へ譲渡。
- 2016年（平成28年）
  - 4月 - 住石マテリアルズの新素材事業部門及び採石事業部門を、新設分割により設立したダイヤマテリアル株式会社及び住石山陽採石株式会社へそれぞれ事業譲渡。
  - 6月 - 住石マテリアルズが割り当てを受けたダイヤマテリアル及び住石山陽採石、並びに同社の子会社である泉山興業の株式を、全て当社へ現物配当により譲渡。

## 子会社・関連会社
- 住石マテリアルズ株式会社
- 住石貿易株式会社
- 泉山興業株式会社
- 住石山陽採石株式会社
- ダイヤマテリアル株式会社
- 新居浜コールセンター株式会社